# 米姓
米姓為漢姓之一，在《百家姓》中排名第109位。

## 起源
北宋画家米芾自己考证，米姓最早起源于春秋时的楚国。本姓芈，后改为同音字米。
此外，西域有一个米国（在现在乌兹别克国撒马尔罕的西南），汉朝时被匈奴攻击，就往中国迁移，到唐时作为中国的附庸国。以后又逐渐内迁中原，后裔以国名为姓氏。

## 延伸阅读
[在维基数据编辑]
 《百家姓》
 《欽定古今圖書集成·明倫彙編·氏族典·米姓部》，出自陈梦雷《古今圖書集成》